# Партия свободной жизни Курдистана
Па́ртия свобо́дной жи́зни Курдиста́на (PJAK; курд. Partiya Jiyana Azad a Kurdistanê) — курдская военно-политическая организация, выступающая за самоопределение, культурные и политические права курдов в Иране. 
Считается, что PJAK является иранским аналогом турецкой Рабочей партии Курдистана; обе партии считают Абдуллу Оджалана своим верховным лидером и идейным вдохновителем. Кроме того, PJAK является частью Союза Общин Курдистана.
Боевое крыло PJAK называется HRK (курд. Hêzên Rojhilata Kurdistan, «Самооборона Восточного Курдистана»), и начиная с 2004 ведёт вооружённый конфликт с властями Ирана с целью установления курдской автономии в Иране. HRK считается террористической организацией в Иране, Турции и США.
Женская организация PJAK — YJRK (курд. Yekêtiya Jinên Rojhilata Kurdistan). По некоторым сведениям, женщины и девушки-подростки составляют до половины членов партии.